# Maskeblomstfamilien (film)
Maskeblomstfamilien er en norsk dramafilm fra 2010, instrueret af Petter Næss. Lars Saabye Christensen har skrevet manuskriptet til filmen, baseret på sin egen bog Maskeblomstfamilien. Filmen havde premiere 8. oktober 2010.